# لتیان
لتیان فیلمی ایرانی به نویسندگی اکتای براهنی، کارگردانی علی تیموری و تهیه‌کنندگی مجید مطلبی محصول سال ۱۳۹۷ است. پریناز ایزدیار، امیر جدیدی، سارا بهرامی، حسن معجونی، ستاره پسیانی و علیرضا ثانی‌فر گروه بازیگران آن را تشکیل می‌دهند. این فیلم اولین نمایش عمومی خود را از ۲۳ مرداد ۹۹ در سینمای آنلاین فیلیمو و نماوا تجربه کرد و با فروش یک میلیاردی در اکران آنلاین، از پرفروش‌ترین فیلم‌های اکران آنلاین به شمار می آید.

## خلاصه داستان
لتیان یک سد است. سدی بر روابط انسانی. رودخانه‌های روابط پشت سدی ایستاده‌اند و راه بن‌بست است. یک نفر می‌خواهد این سد را بشکند اما خوب می‌داند که شکستن سد به این سادگی نیست. شهر خراب خواهد شد. تکلیف چیست؟

## بازیگران
| بازیگر         | نقش  |
| -------------- | ---- |
| پریناز ایزدیار | سلما |
| امیر جدیدی     | طاها |
| سارا بهرامی    | یاسی |
| حسن معجونی     | رضا  |
| ستاره پسیانی   | مریم |
| علیرضا ثانی فر | مانی |